# Шаповал, Надежда Семёновна
Надежда Семёновна Шаповал (укр. Надія Семенівна Шаповал; 29 сентября 1926 год, Павлыш — 26 ноября 1992 год, Кременчуг) — передовик производства, мастер Крюковского вагоностроительного завода, Полтавская область, Украинская ССР. Герой Социалистического Труда (1960).

## Биография
Родилась 29 сентября 1926 года в селе Павлыш в рабочей семье. Получила неполное среднее образование, окончив в 1941 году семилетнюю школу в родном селе.
В 1944 году поступила на учёбу в Кременчугский железнодорожный техникум, который окончила в 1948 году по специальности «техник вагонного хозяйства». По направлению работала мастером железнодорожных мастерских в Свердловске, затем — инженером по эксплуатации колёсных пар в управлении Свердловской железной дороги.
В 1958 году возвратилась в Кременчуг, где стала работать мастером производственного участка по изготовлению вагонных осей полускатно-механического цеха Крюковского вагоностроительного завода. Вывела производственный участок в число передовых коллективов завода. Активно участвовала в общественной жизни заводского коллектива. Стала инициатором движения по освоению смежных рабочих специальностей на Крюковском вагоностроительном заводе.
В 1958 году вступила в КПСС. Избиралась делегатом XXII съезда КПСС.
В 1960 году удостоена звания Героя Социалистического Труда «в ознаменование 50-летия Международного женского дня, за выдающиеся достижения в труде и особо плодотворную общественную деятельность».
После выхода на пенсию в 1989 году проживала в Кременчуге, где скончалась в 1992 году. Похоронена на Костромском кладбище.

## Память
Её имя увековечено на Аллее Героев в парке Мира, Кременчуг.

## Награды
- Герой Социалистического Труда — указом Президиума Верховного Совета СССР от 7 марта 1960 года;
- Орден Ленина